# Малайська Федерація
Малайська Федерація (малай. Persekutuan Tanah Melayu; джаві ڤرسكوتوان تانه ملايو) — федерація 11 штатів (9 малайських султанатів и британські поселення Пенанг і Малакка), яка існувала з 1948 по 1963 роки.

## Історія
У 1946 році з цих 11 штатів була сформована єдина британська колонія — Малайський Союз. Через обструкції з боку малайських націоналістів колонія виявилася нежиттєздатною, і з січня 1948 року Малайський Союз був перетворений в Малайську Федерацію.
У складі федерації до правителів малайських султанатів повернулися їх позиції глав держав, яких вони були позбавлені всередині Союзу. Малайські султанати стали протекторатами Великої Британії, а Пенанг і Малакка залишалися британськими колоніальними територіями.
У 1952 році відбулися місцеві вибори, особливістю яких стала успішна співпраця двох національних політичних партій — Об'єднаної малайської національної організації та Китайської асоціації Малаї (КАМ). З приєднанням до них Індійського конгресу Малаї (ІКМ) ці три політичні партії створили єдину Союзну партію, яка в новій державі стала керівною. За часів прем'єр-міністра Тунку Абдул Рахмана почалася заміна англійців на відповідальних державних посадах малайцями. Між тим самих малайців хвилювало те, що кількість індійців і китайців в їх країні досягло 45 %.
31 липня 1957 року згідно з законом про незалежність Малайська федерація (штати Джохор, Кедах, Келантан, Негері-Сембілан, Паханг, Перак, Перліс, Селангор і Теренггану) та окремі території Пенанг і Малакка оголосили про незалежність та суверенність об'єднаної держави і стати членом Співдружності Націй. Британія повністю припинила контроль з 31 серпня, коли закон набув чинності. В цьому ж році федерація стала членом ООН.
У 1963 році Малайська Федерація, Сінгапур, Саравак і Північний Борнео (Сабах) об'єдналися в Малайзійську федерацію, а потім Сінгапур став незалежною державою 9 серпня 1965 року.

## Структура федерації
- Джохор
- Кедах
- Келантан
- Малакка
- Негері-Сембелан
- Паханг
- Пенанг
- Перак
- Перліс
- Селангор
- Теренггану